# Аматеризам у српској култури
Аматеризам у српској култури од великог је значаја за историју српске културе јер би без њега била знатно сиромашнија. У укупним културним достигнућима Србије учешће аматера веома је засупљено и аматеризам представља особена хроника о одушевљеном стваралаштву у свим подручјима које култура и уметност обухватају.

## О значају аматеризма
Дефиниција аматера је следећа - реч је настаје (од латинског amā- и -tōr – amātōr — „љубитељ”) и означава особу која се бави нечим због љубави, задовољства или забаве, а не због финансијске користи, односно непрофесионално.
Вечито присутан људски ентузијазам једнак је аматеризму, а његова моћ јесте у томе што  се из године у годину тај круг чланова аматерских друштава и поштовалаца истих, што. Готово сваки аматер размишља о преношењу те љубав према лепоти, уметности и другарству на своје потомке.
Бављење аматеризмом у многим срединама се успоставља први контакт с уметношћу, има посебну васпитну улогу и значајно доприноси успеху културе у земљи и иностранству.
Aматеризам заслужује беспоговорно озбиљну пажњу историчара и социолога културе, поготово стога што се у оквирима аматерског опсега неретко налази и одређен број талената - та статистика аматеризма трајним остварењима огледа се и кроз чињеницу да су многи професионални уметници своју прву афирмацију достигли у аматерским колективима.
Културни аматеризам не посматра се као засебан и као такав довољан културни активизам, већ као комплементарна делатност која налази своје место уз професионализам.
Први забележени траг о драмској уметности налазимо почетком тринаестог века у Номоканону светог Саве. Сава Немањић записао је да се глумом не могу бавити свештена лица. Али зато 1901. после постојања разних школских секција, оснива се у Београду Радничко позориште чији је оснивач књижевни критичар Јован Скерлић, а на Београдском универзитету почиње са радом чувено Академско позориште где се међу првим редитељима истицао Мата Милошевић.
Етнолози трагове аматеризма проналазе у легендама и предањима са колена на колено - људи су одувек певали, играли и музицирали - уз обреде, на славама и прелима.
Социолози долазе до закључка да готово не постоји ни сеоске, а ни градске средине у којој не дела и не ствара аматерска дружина. 1948. године Савез културно-просветних друштава је формиран, потом и културно-уметничких друштава и, Савез аматера Србије 1972. године.

## Примери
- аматерски спортиста
- радио-аматер
- аматерски спелеолог
- аматерски позоришни глумац
- аматерски метереолог – метеоаматер
- аматерски астроном